# Khan Na Yao
Khan Na Yao (in thailandese: คันนายาว) è uno dei 50 distretti (khet) della città di Bangkok, in Thailandia.